# Шэнь До
Шэнь До (кит. упр. 沈铎, пиньинь Shēn Duō, род. 9 июня 1997) — китайская пловчиха, чемпионка Азиатских игр.
В 2014 году стала чемпионкой юношеских Олимпийских игр и Азиатских игр.